# Ninfalídeos
Ninfalídeos (Nymphalidae) é uma família de insectos da ordem Lepidoptera que inclui cerca de 6 000 espécies, entre as quais a maioria das espécies mais conhecidas e coloridas de borboletas. Pertencem a esta família espécies emblemáticas, entre as quais a borboleta-do-medronheiro (Charaxes jasius, a maior borboleta existente em Portugal), a Euphydryas aurinia, a bela-dama (Vanessa cardui), a monarca (Danaus plexippus), o pavão-real (Inachis io) e as vistosas espécies do género Eunica.

## Descrição

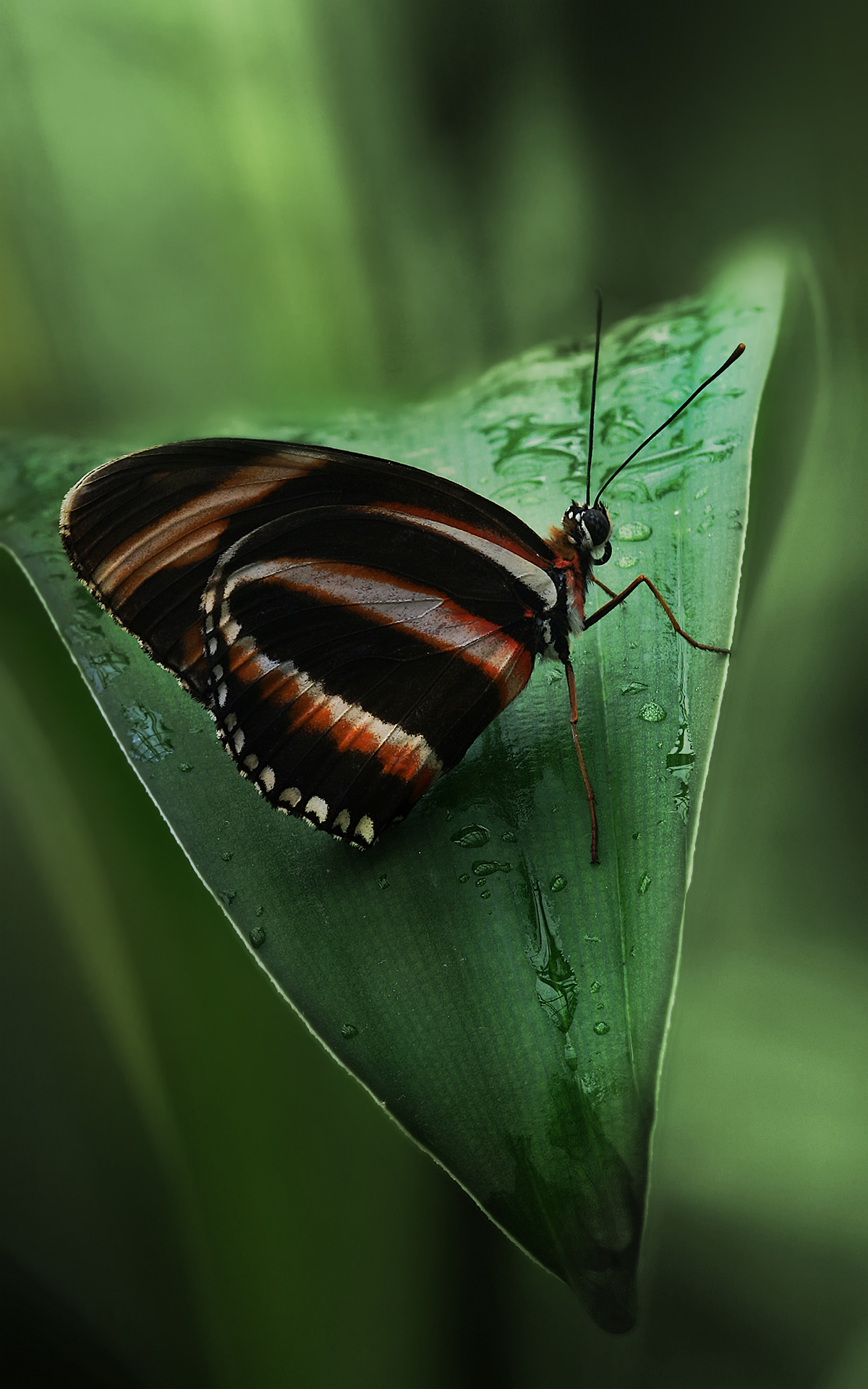
Philaethria hecale.

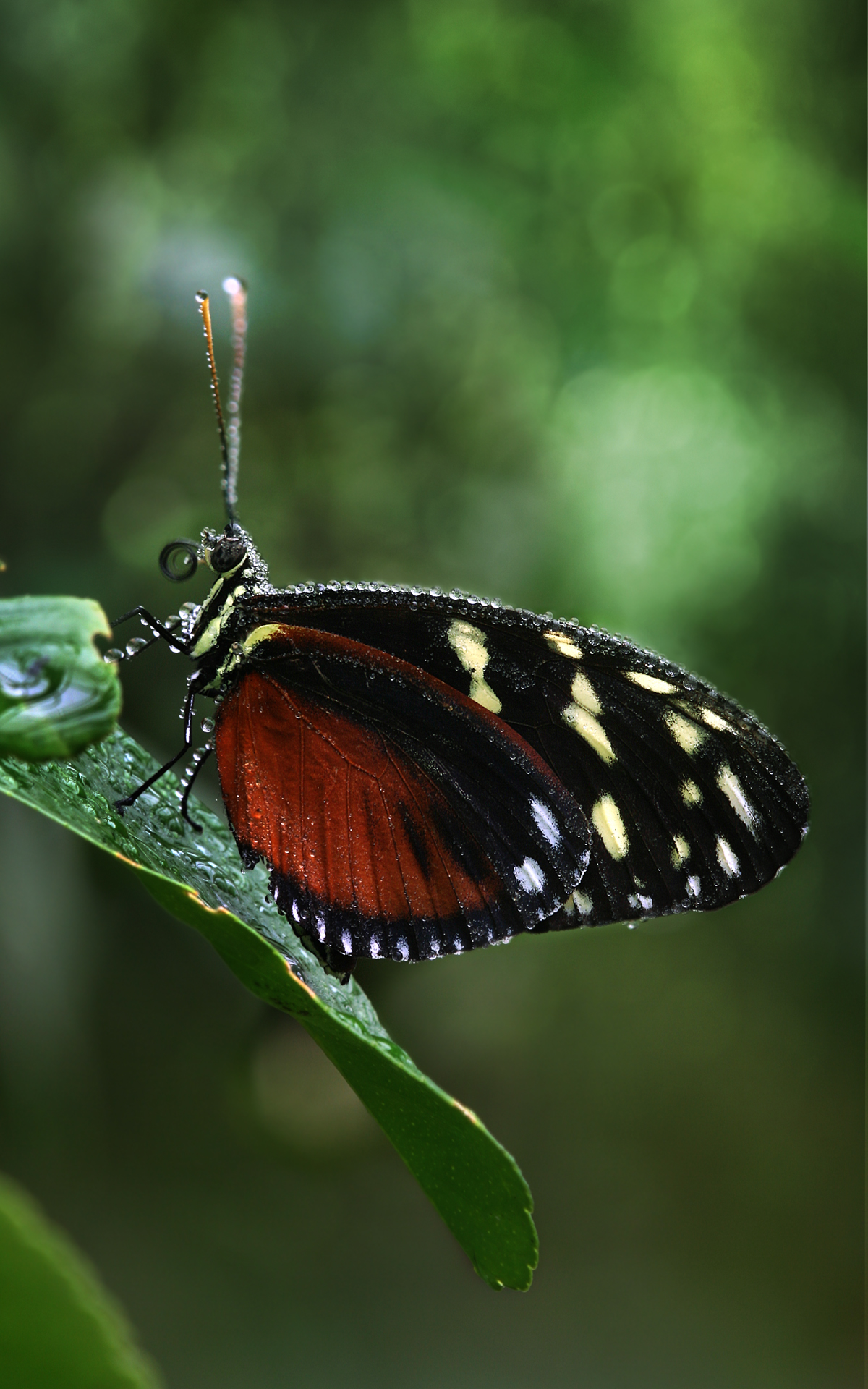
Heliconius ismenius.

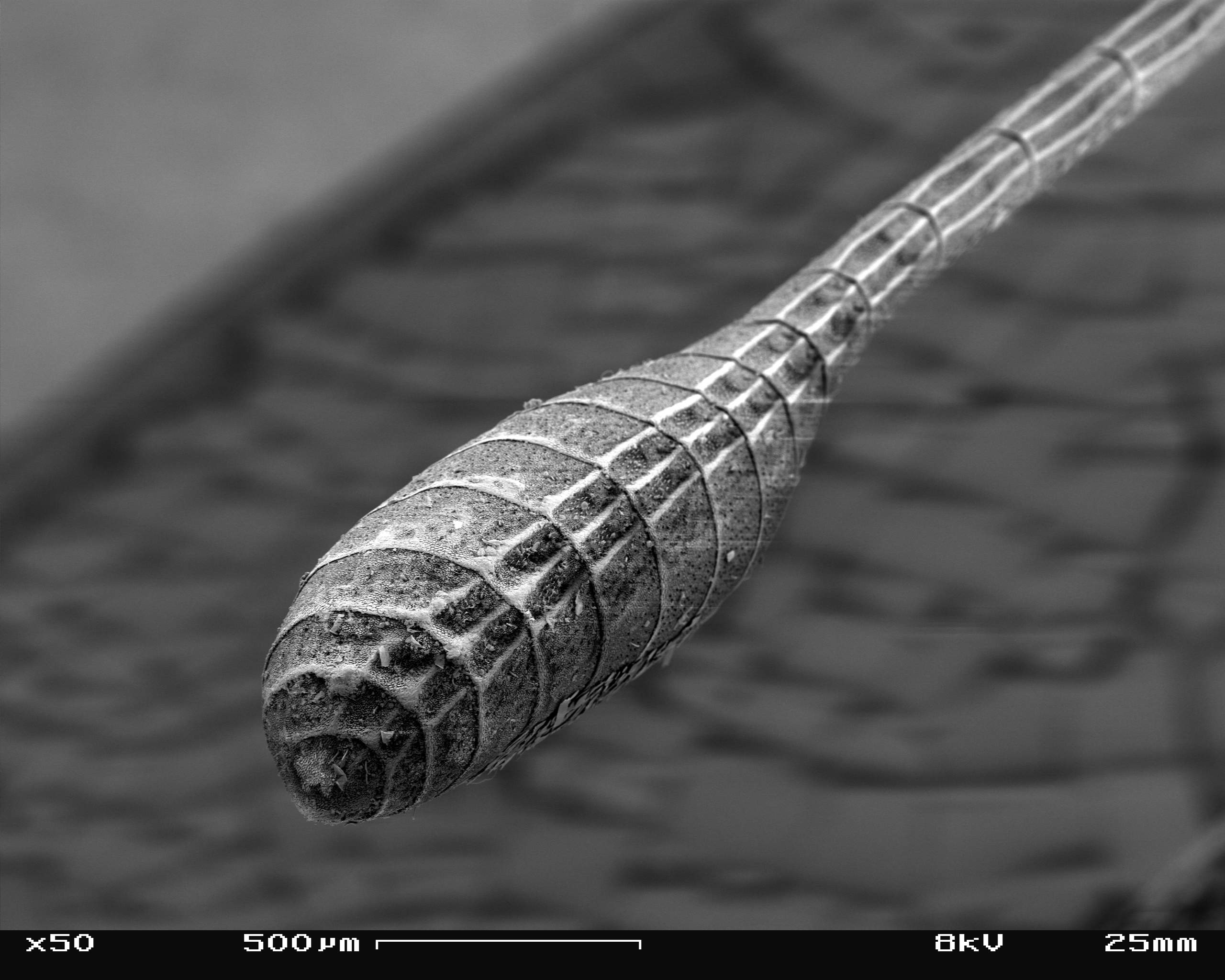
Detalhe dos sensores na extremidade de uma antena de um espécime de Inachis io.

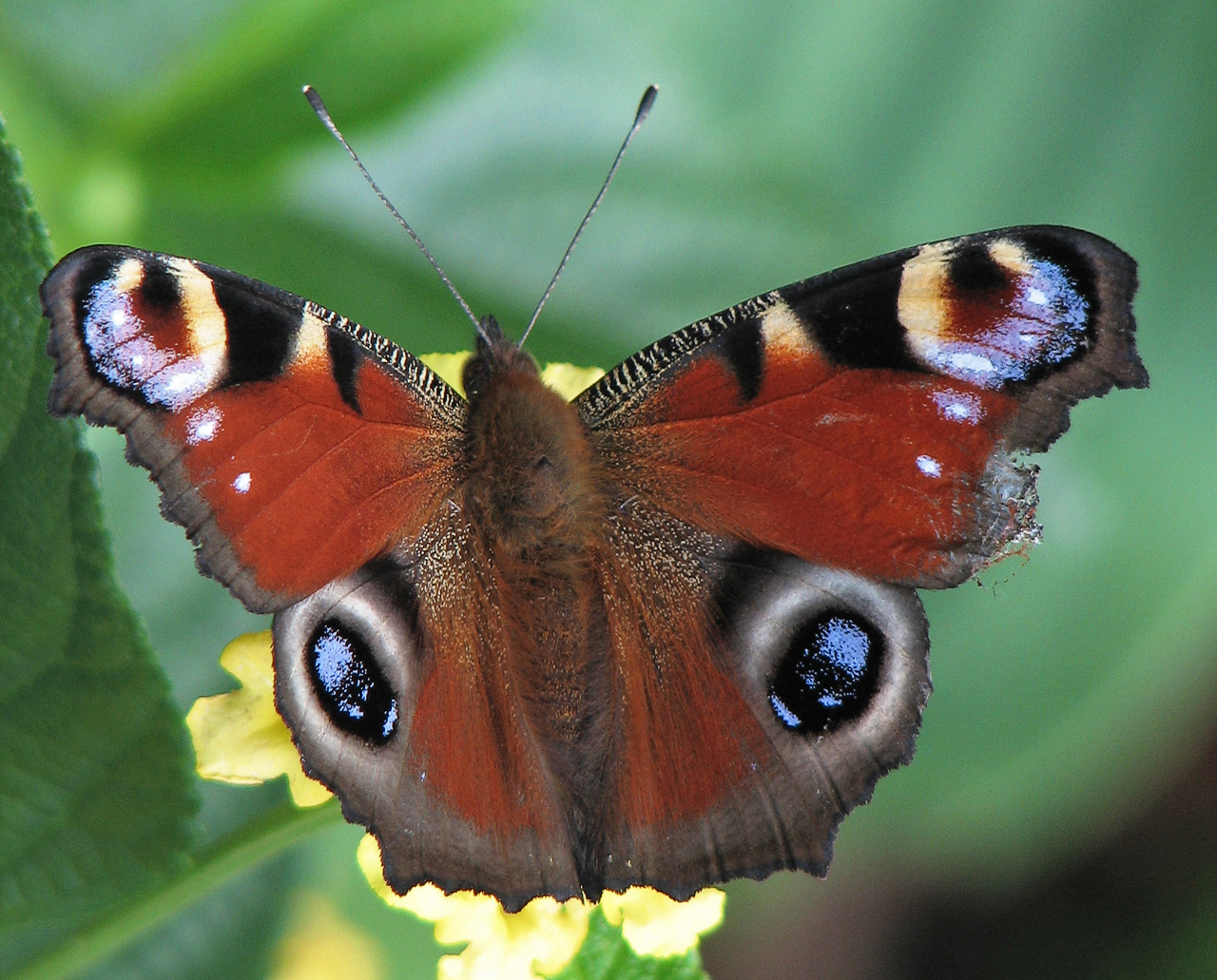
Inachis io.

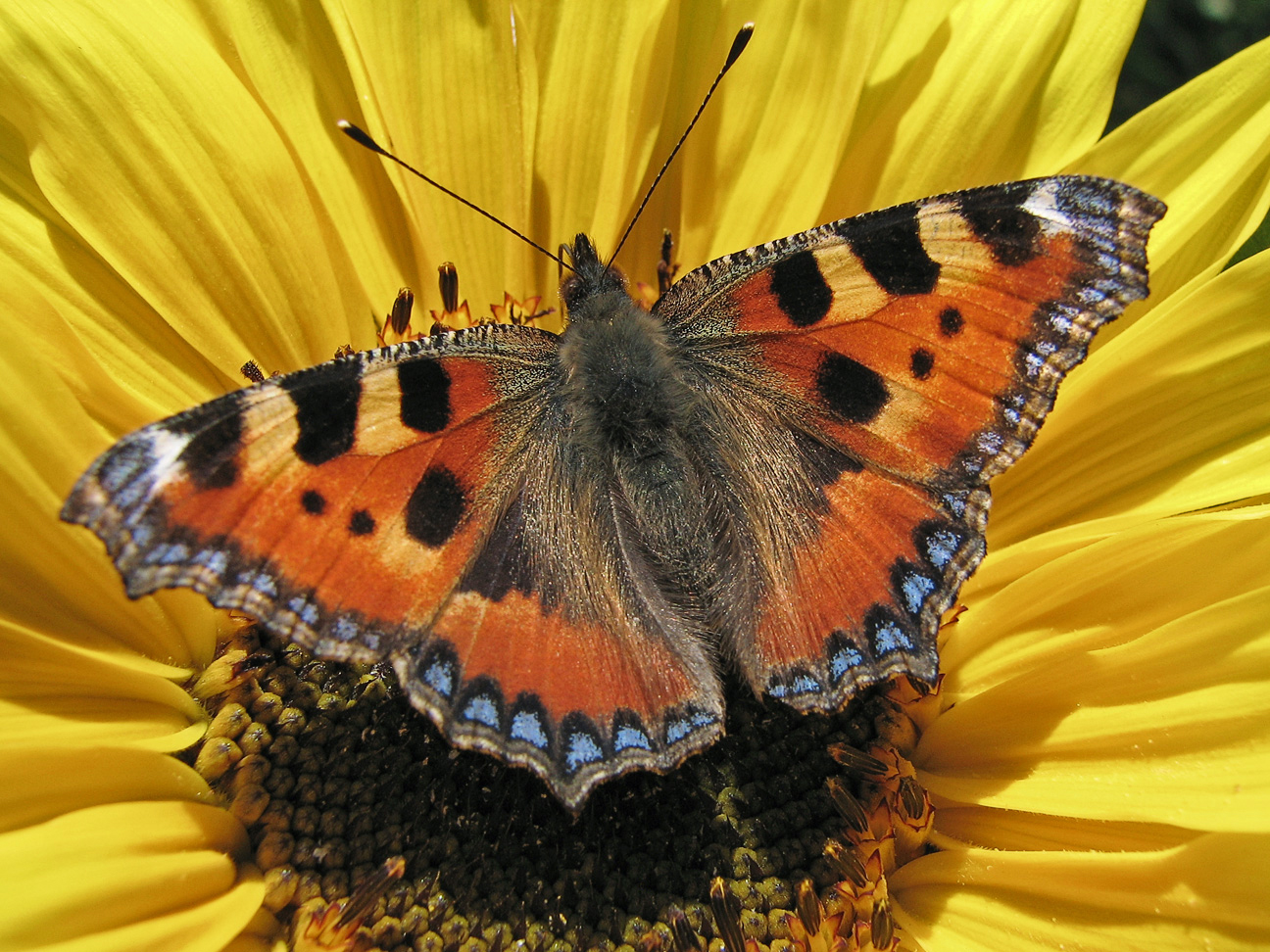
Aglais urticae.

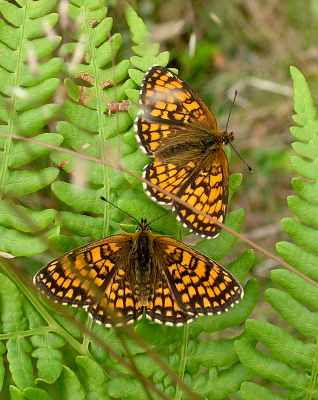
Melitaea athalia.

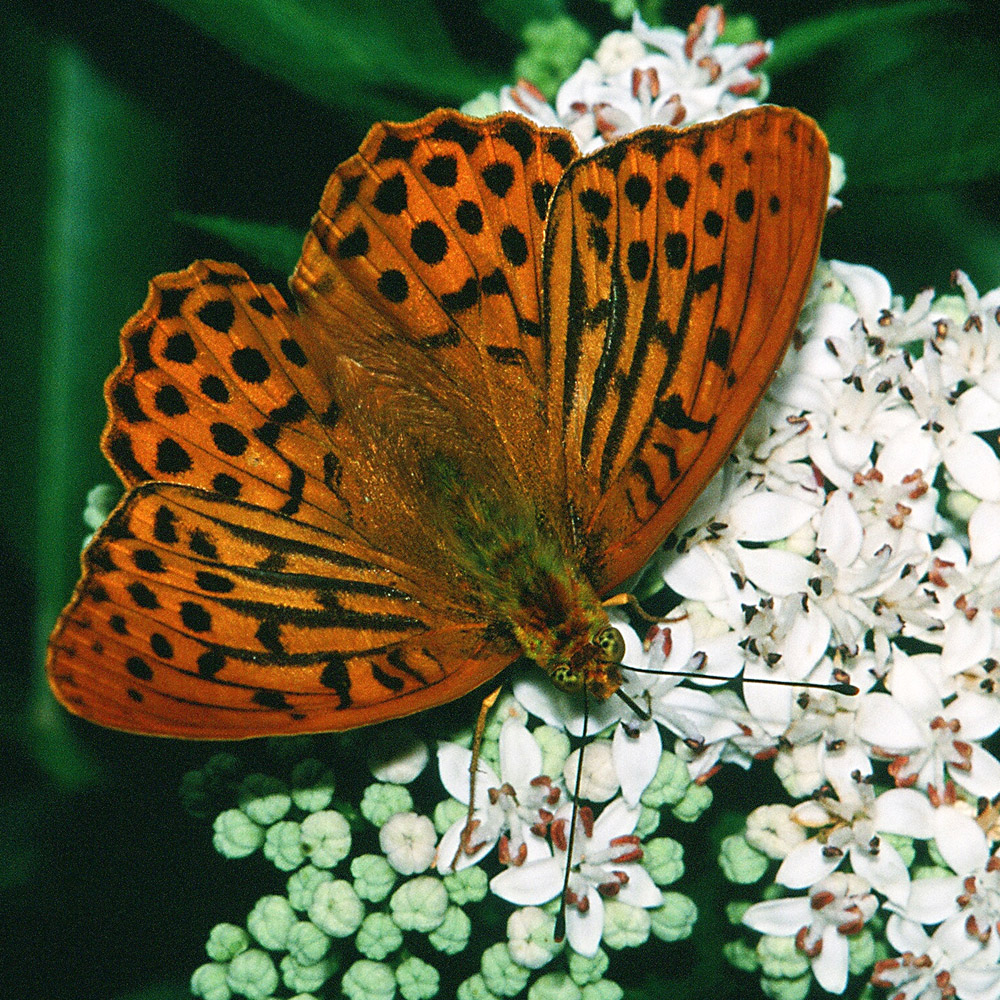
Argynnis paphia.

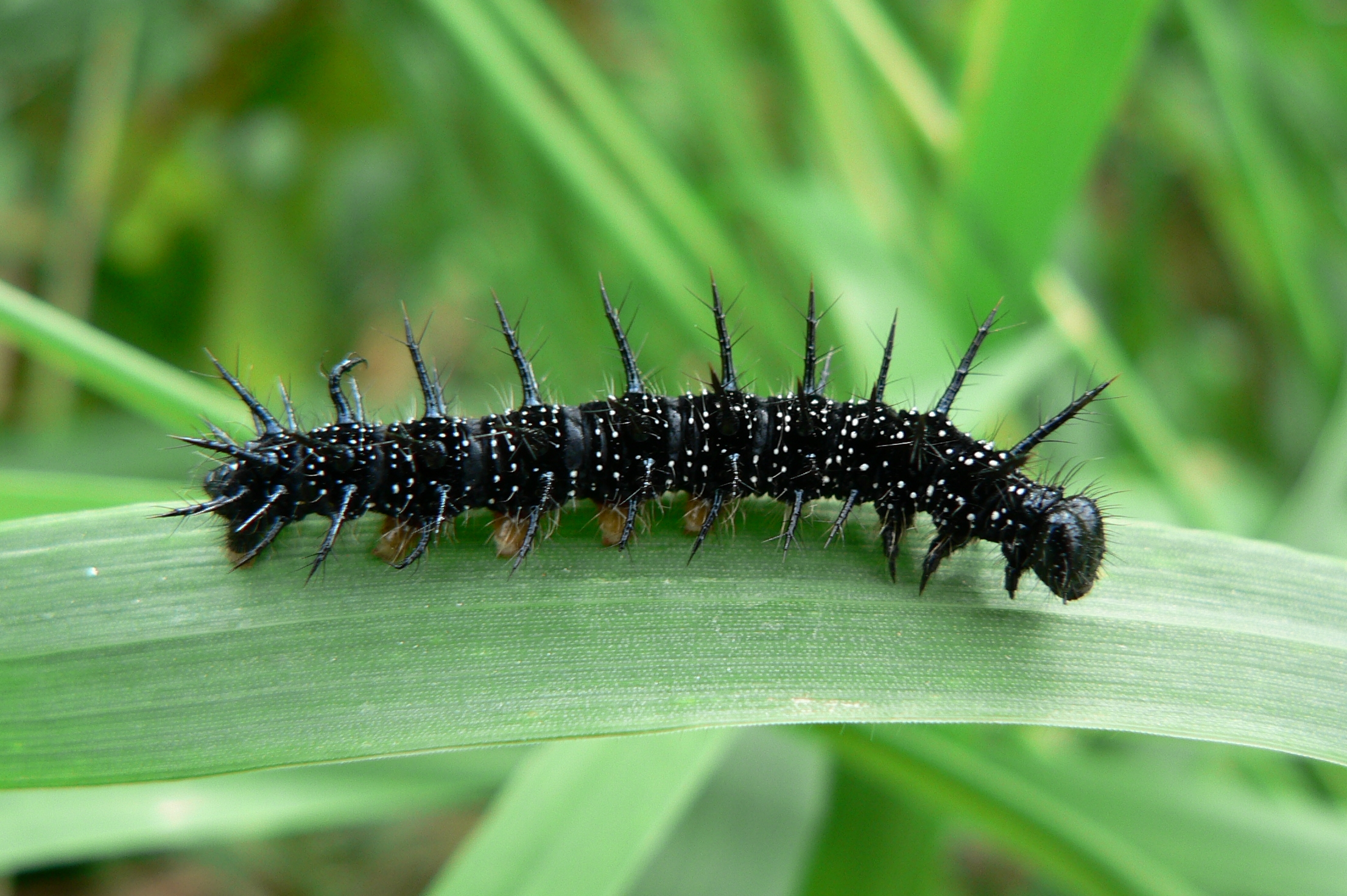
Lagarta de Inachis io.

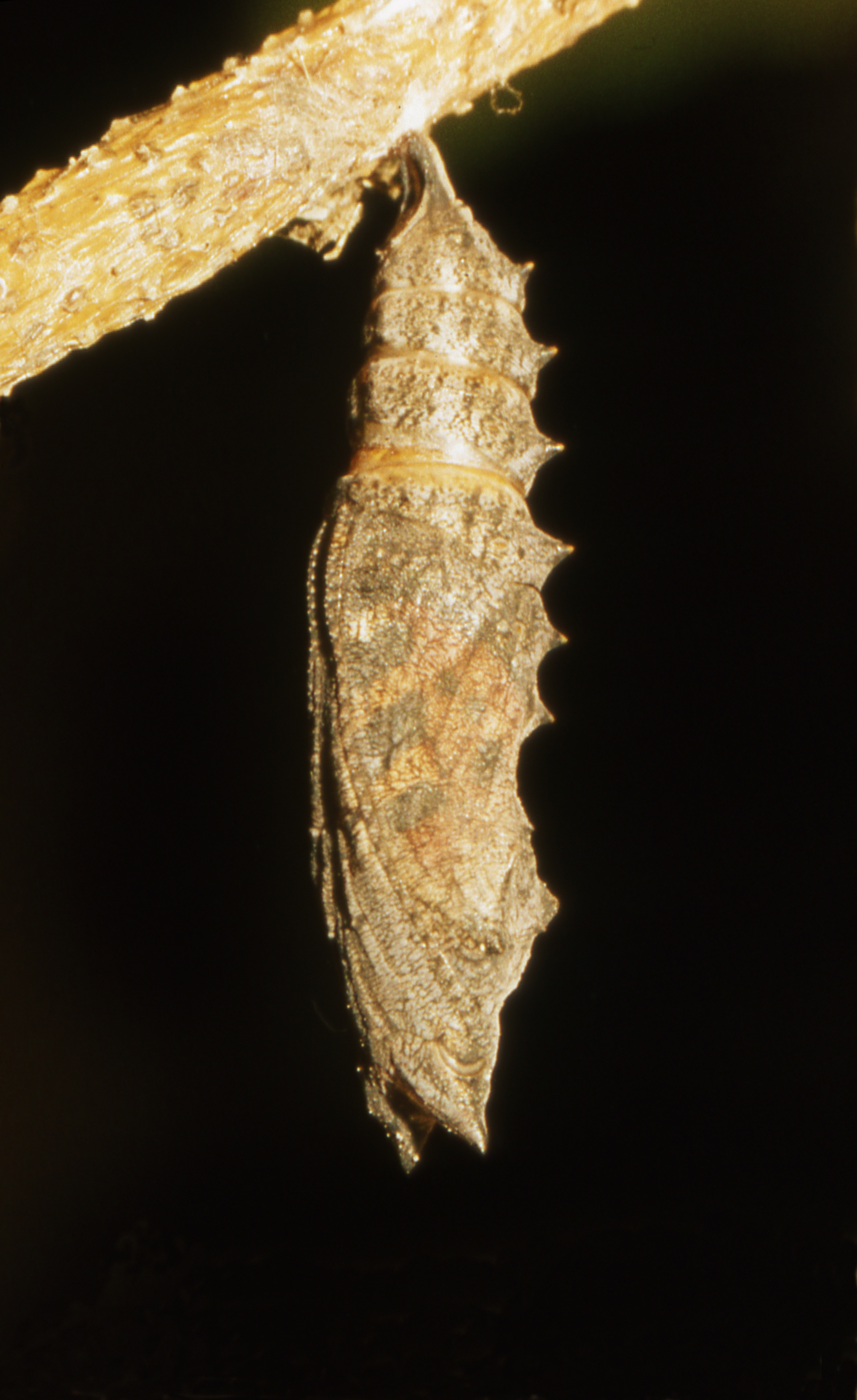
Pupa de Aglais urticae.

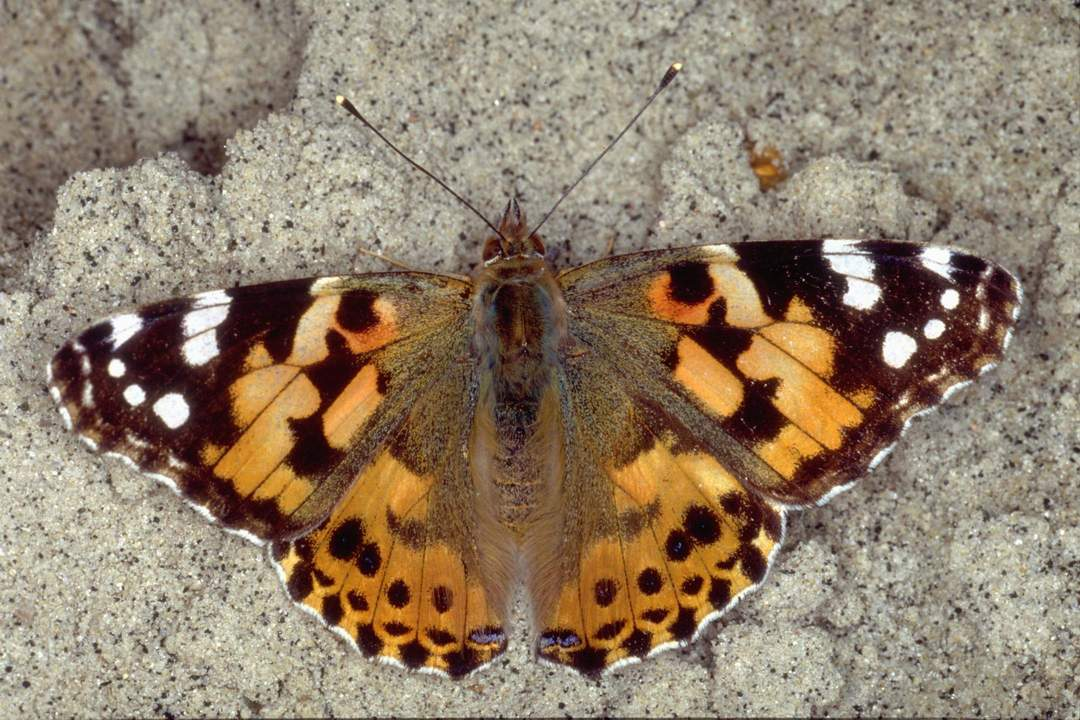
Vanessa cardui

Os adultos atingem uma envergadura de 40–100 mm, com as asas dianteiras largas, em geral apenas 1,4 a 1,9 vezes mais longas que largas. A cor de fundo das asas é em geral castanho-escuro, mas são comuns diversos tons de laranja, castanho, amarelo, vermelho, azul, roxo ou preto. Os individuais pertencentes às diversas sub-famílias são diferentes, mas em alguns casos apresentam cores que diferem significativamente entre si.
Todas as espécies pertencentes à família Nymphalidae têm um conjunto de características comuns que as distinguem de todas as famílias de borboletas (sinapomorfias), entre os quais se destacam a presença de ranhuras alongadas ao longo da parte inferior de todos os segmentos das antenas, formando rugas longitudinais pouco profundas (carinae), e terem o primeiro par de patas atrofiadas (constituindo "patas de limpeza"). Nos machos, esta redução do tamanho do primeiro par de apêndices é mais pronunciado, o que permite por essa via diferenciar os sexos em algumas espécies. Esses apêndices reduzidos apenas podem ser utilizadas para limpeza, pelo que as borboletas da família Nymphalidae apenas se apoiam sobre quatro patas.
As antenas apresentam cerca de metade do comprimento das asas dianteiras, tendo um sensível espessamento nos extremos (em forma de moca). As borboletas apresentam apenas dois olhos compostos, estando ausentes os ocelos. Os palpos mandibulares são reduzidos, os palpos labiais são tri-segmentados e direcionados para cima. O probóscide é totalmente desenvolvido.
As suas asas dianteiras apresentam 12 nervuras, e apenas uma nervura anal (1b). As asas traseiras têm nove nervuras e duas nervuras anais (1a e 1b). As asas das Nymphalidae não têm a nervura interna (1c).
O grupo Satyrinae diferencia-se por apresentam ocelos bem marcados sobre as asas. Os membros do grupo Heliconiinae, do Paleártico, podem ser reconhecidos pelas manchas com padrão madrepérola existentes na face inferior das suas asas. O grupo Melitaeini apresenta um desenho característico a preto e laranja sobre as asas.

## Desenvolvimento e alimentação
Os ovos são arredondados, na maioria dos casos esféricos, com ranhuras ou apresentam na sua superfície uma estrutura tipo rede.
A lagarta apresenta em geral múltiplos espinhos, que podem ser ramificados. Algumas espécies produzem lagartas recobertas por longas cerdas.
As lagartas, que em algumas espécies apresentam comportamento gregário e vivem em grupos sociais sobre as plantas de que se alimentam. A lagartas desta família alimentam-se de uma grande diversidade de plantas, mas entre as plantas preferidas contam-se as das famílias Violaceae, Urticaceae, Ulmaceae, Salicaceae, Cannabaceae e Caprifoliaceae. As lagartas do grupo Satyrinae preferem as Gramíneas (Poaceae) e as Cyperaceae.
A pupação dá origem a crisálidas, as quais em geral são corcundas e muitas vezes apresentam diversos tipos de manchas brilhantes metálicos na sua região dorsal.

## Sistemática
Várias subfamílias, nomeadamente as Satyrinae, Morphinae, Libytheinae e Danainae, são consideradas em literatura mais antiga e por muitos entomólogos hodiernos como famílias autónomas. A tendência mais recente da sistemática, especialmente o recurso à biologia molecular, parece reforçar a visão de que aqueles taxa sejam classificados como subfamílias da família monofilética Nymphalidae. Aceitando essa estruturação, a família pode ser dividida em até doze subfamílias. Na Europa são conhecidas 244 espécies e subespécies. A família apresenta a sua máxima biodiversidade na região tropical da América do Sul.

### SubfamíliaLibytheinae
- Libythea celtis (Laicharting, 1782)

### SubfamíliaHeliconiinae

#### TriboArgynnini
- Argynnis paphia (Linnaeus, 1758)
- Argynnis Pandora (Denis & Schiffermüller, 1775)
- Argynnis aglaja (Linnaeus, 1758)
- Argynnis adippe (Denis & Schiffermüller, 1775)
- Argynnis niobe (Linnaeus, 1758)
- Argynnis laodice (Pallas, 1771)
- Issoria lathonia (Linnaeus, 1758)
- Brenthis ino (Rottemburg, 1775)
- Brenthis daphne (Denis & Schiffermüller, 1775)
- Brenthis hecate (Denis & Schiffermüller, 1775)
- Boloria eunomia (Esper, 1799)
- Boloria euphrosyne (Linnaeus, 1758)
- Boloria titania (Esper, 1793)
- Boloria selene (Denis & Schiffermüller, 1775)
- Boloria dia (Linnaeus, 1767)
- Boloria thore (Hübner, 1803)
- Boloria pales (Denis & Schiffermüller, 1775)
- Boloria napaea (Hoffmannsegg, 1804)
- Boloria aquilonaris (Stichel, 1908)

### SubfamíliaNymphalinae

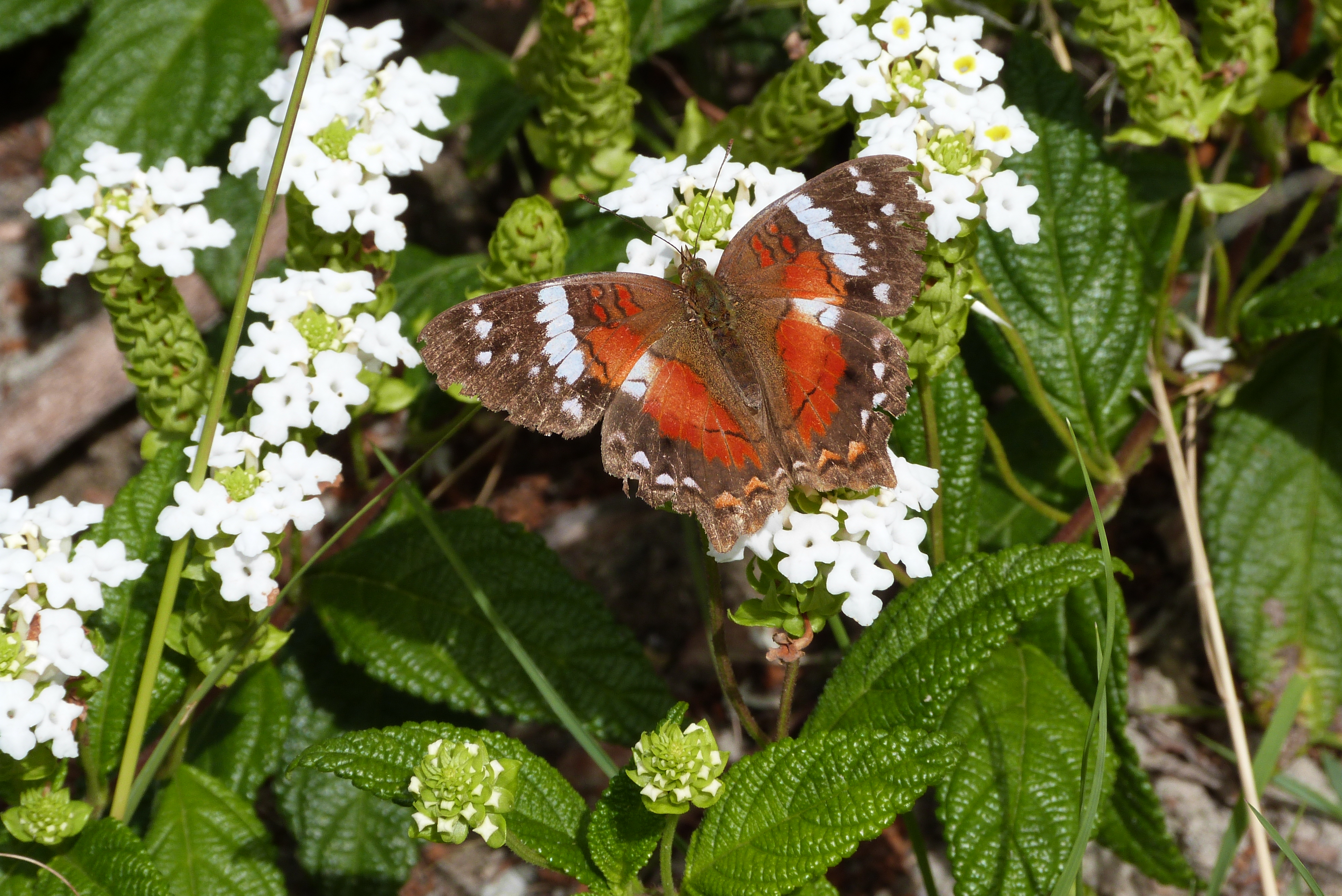
Anartia amathea

#### TriboNymphalini
- Vanessa atalanta (Linnaeus, 1758)
- Vanessa indica Herbst, 1794)
- Vanessa cardui (Linnaeus, 1758)

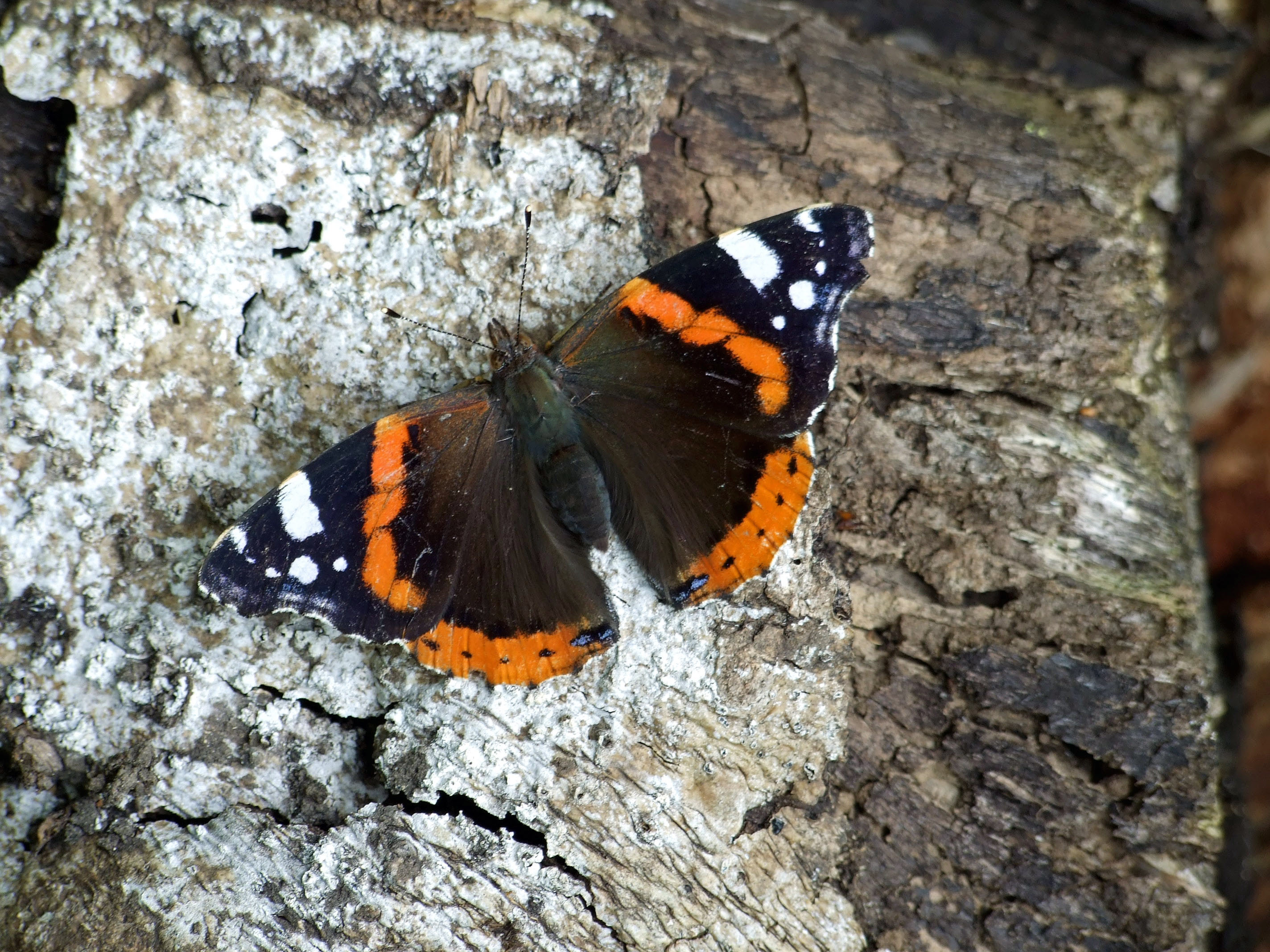
Borboleta-almirante (Vanessa atalanta).

- Vanessa virginiensis (Drury, 1773)
- Inachis io (Linnaeus, 1758)
- Aglais urticae (Linnaeus, 1758)
- Polygonia c-album (Linnaeus, 1758)
- Polygonia egea (Cramer, 1775) CH
- Araschnia levana (Linnaeus, 1758)
- Nymphalis antiopa (Linnaeus, 1758)
- Nymphalis polychloros (Linnaeus, 1758)
- Nymphalis xanthomelas (Esper, 1781)
- Nymphalis vaualbum (Denis & Schiffermüller, 1775)

#### TriboMelitaeini
- Euphydryas cynthia (Denis & Schiffermüller, 1775)
- Euphydryas intermédia (Ménétries, 1859)
- Euphydryas maturna (Linnaeus, 1758)
- Euphydryas aurinia (Rottemburg, 1775) (Rottemburg, 1758)
- Melitaea cinxia (Linnaeus, 1758)
- Melitaea phoebe (Denis & Schiffermüller, 1775)
- Melitaea trivia (Denis & Schiffermüller, 1775) A
- Melitaea didyma (Esper, 1778)
- Melitaea diamina (Lang, 1789)
- Melitaea deione (Geyer, 1832) CH
- Melitaea varia (Meyer-Dür, 1851) CH-A
- Melitaea parthenoides (Keferstein, 1851) D-CH
- Melitaea Aurélia (Nickerl, 1850)
- Melitaea britomartis (Assmann, 1847)
- Melitaea asteria (Freyer, 1828) CH-A
- Melitaea athalia (Rottemburg, 1775)

### SubfamíliaLimenitidinae

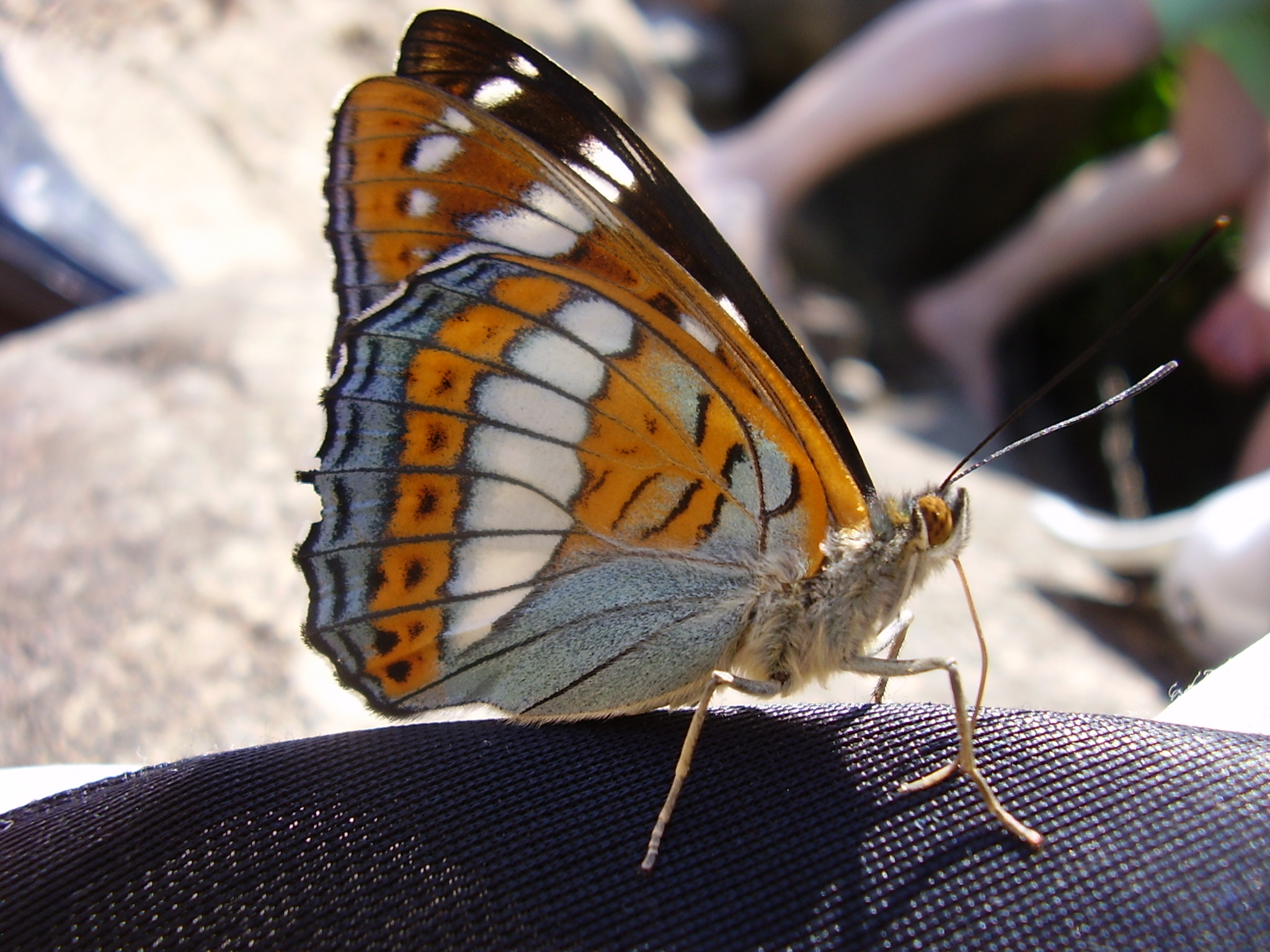
Limenitis populi.

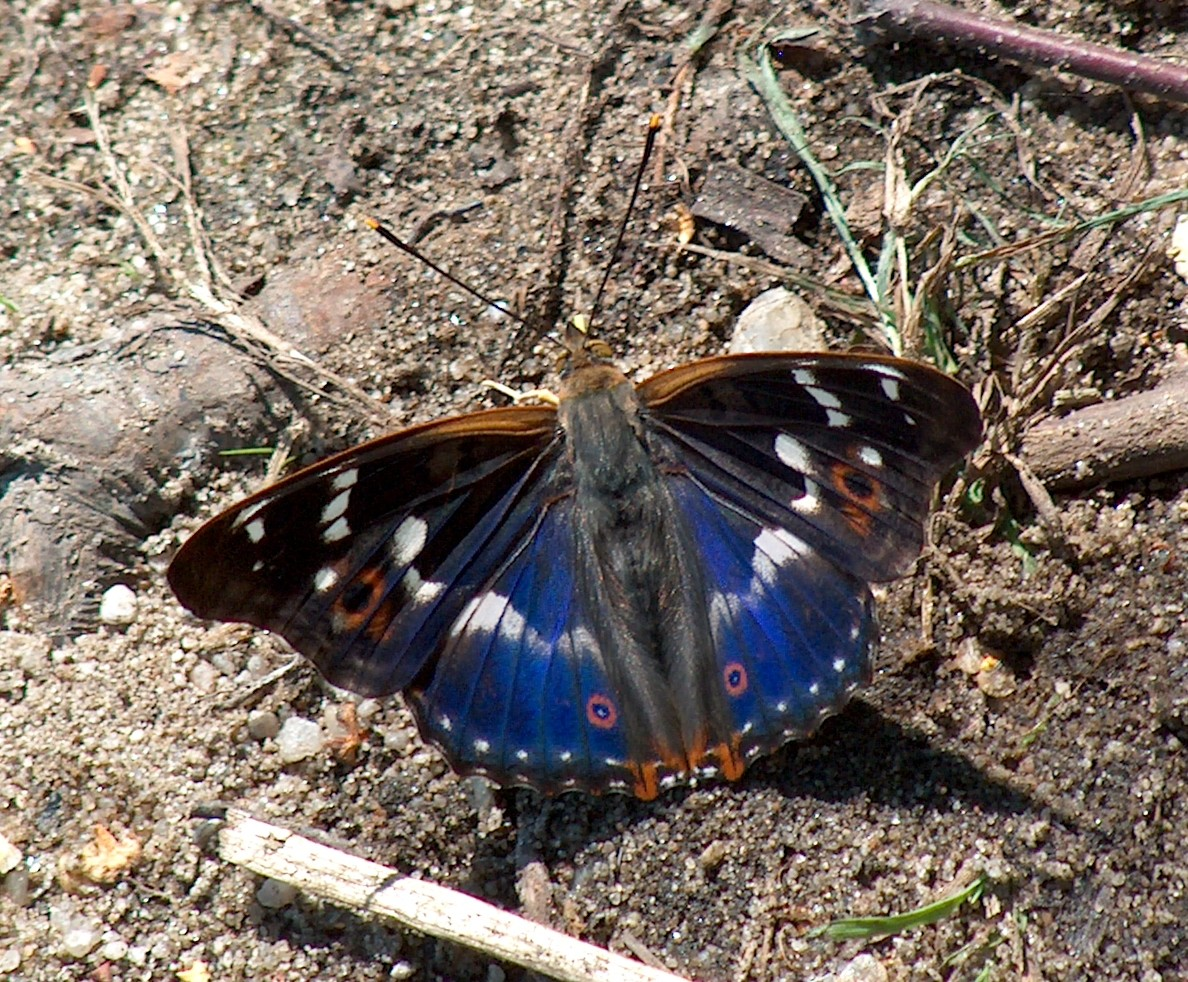
Apatura ilia.

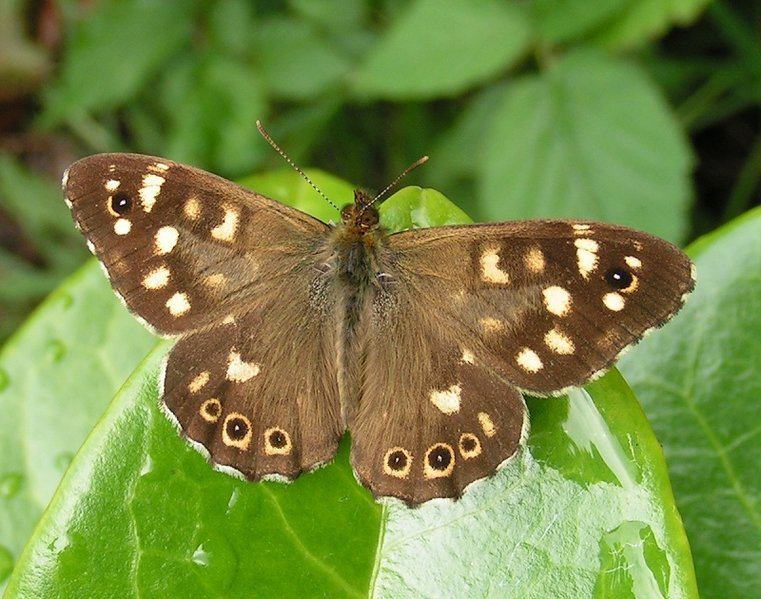
Pararge aegeria.

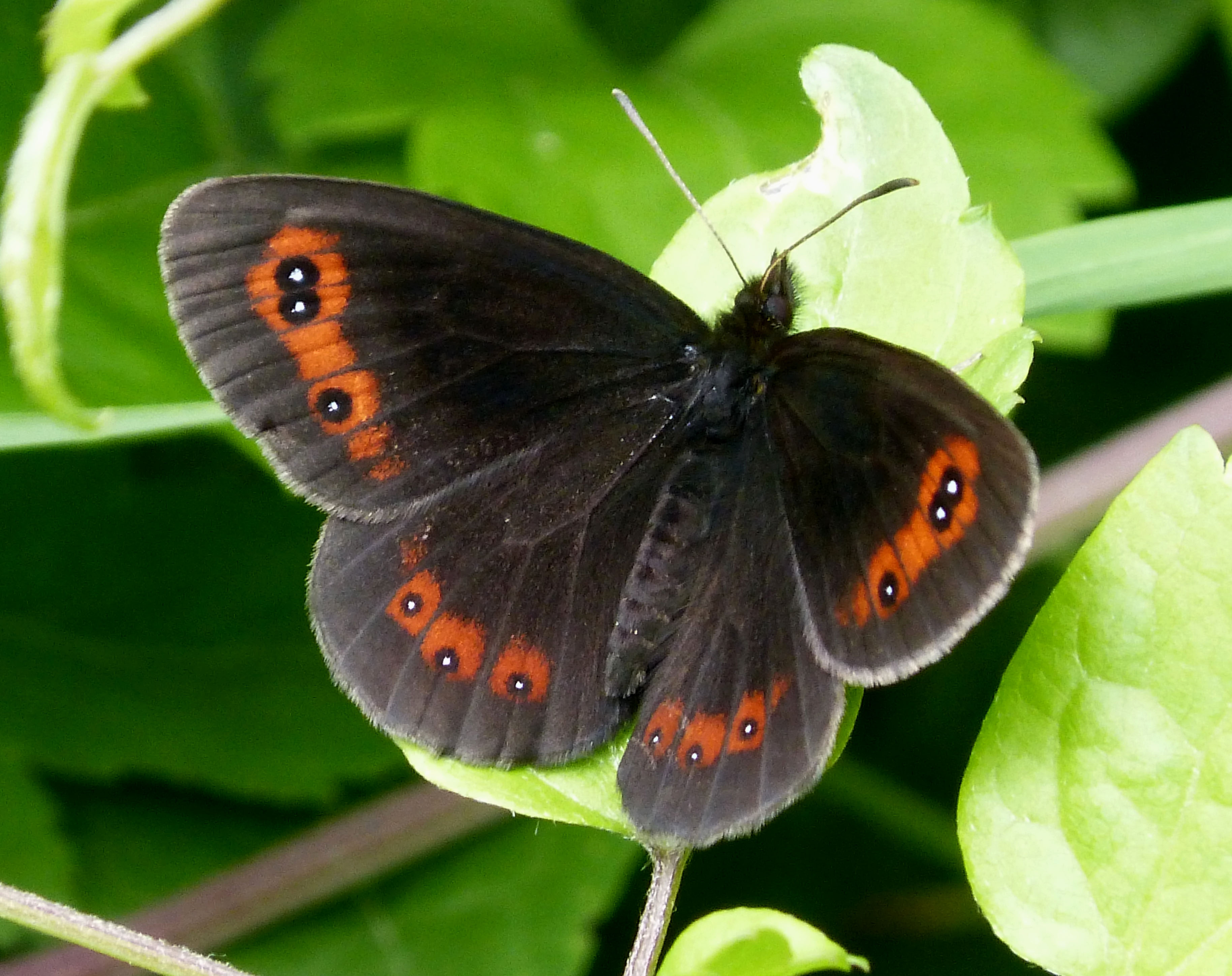
Erebia aethiops.

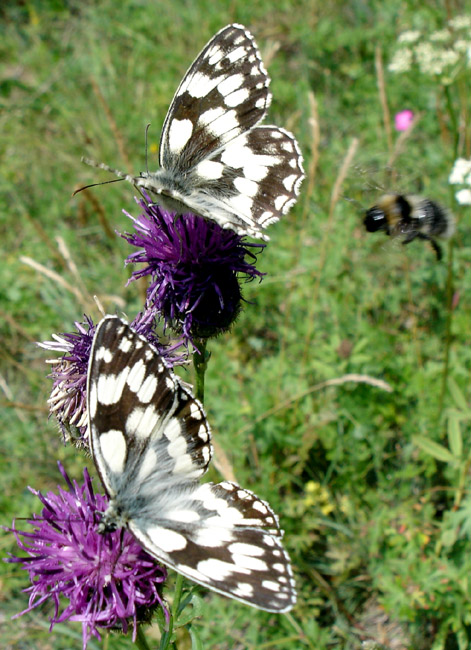
Melanargia galathea.

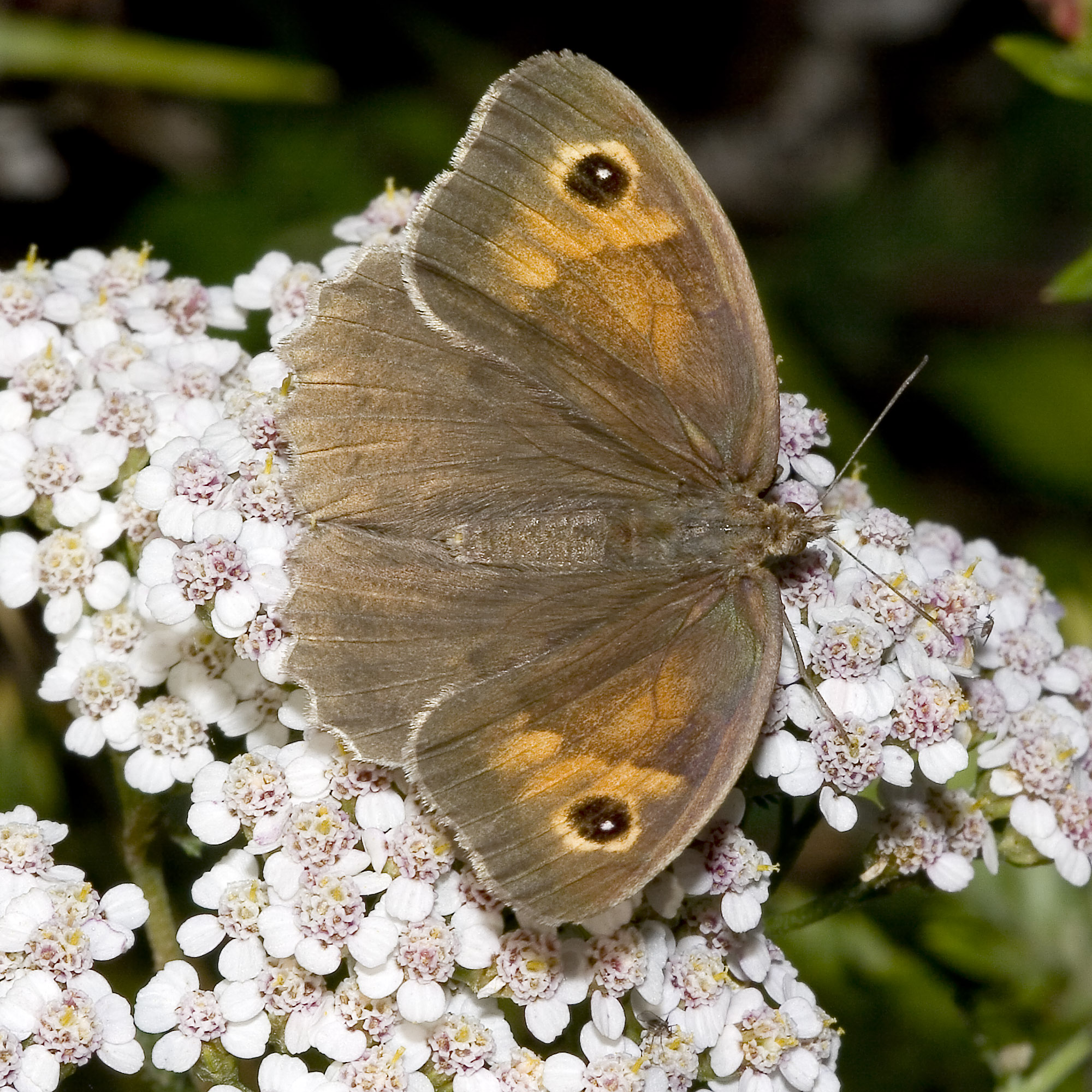
Maniola jurtina.

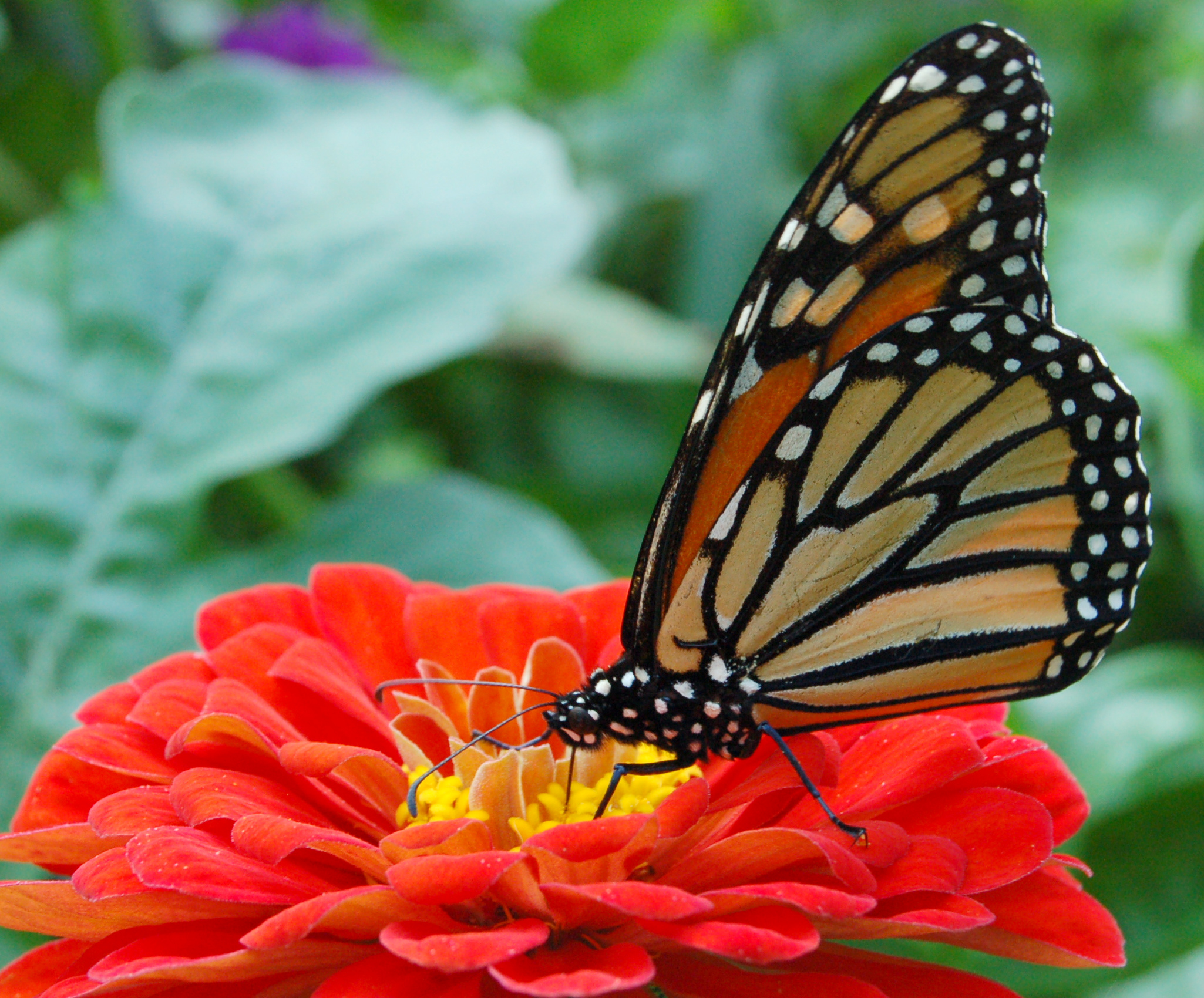
Danaus plexippus.

#### TriboLimenitidini
- Limenitis populi (Linnaeus, 1758)
- Limenitis camilla (Linnaeus, 1764)
- Limenitis reducta (Staudinger, 1901)

#### TriboNeptini
- Neptis sappho (Pallas, 1771)
- Neptis rivularis (Scopoli, 1763)

### SubfamíliaApaturinae
- Apatura ilia (Denis & Schiffermüller, 1775)
- Apatura iris (Linnaeus, 1758)
- Apatura metis (Freyer, 1829) A

### SubfamíliaSatyrinae

#### TriboElymniini
- Pararge aegeria (Linnaeus, 1758)
- Lasiommata megera (Linnaeus, 1767)
- Lasiommata petropolitana (Fabricius, 1787)
- Lasiommata maera (Linnaeus, 1758)
- Lopinga achine (Scopoli, 1763)

#### TriboCoenonymphini
- Coenonympha tullia (Müller, 1764)
- Coenonympha oedippus (Fabricius, 1787)
- Coenonympha arcania (Linnaeus, 1761)
- Coenonympha glycerion (Borkhausen, 1788)
- Coenonympha gardetta (Prunner, 1798)
- Coenonympha dorus (Esper, 1782) CH?
- Coenonympha hero (Linnaeus, 1761)
- Coenonympha pamphilus (Linnaeus, 1758)

#### TriboManiolini
- Pyronia tithonus (Linnaeus, 1767) D, CH
- Pyronia Cecília (Vallantin, 1894) CH?
- Aphantopus hyperantus (Linnaeus, 1758)
- Maniola jurtina (Linnaeus, 1758)
- Hyponephele lycaon (Rottemburg, 1775)

#### TriboErebiini
- Erebia ligea (Linnaeus, 1758)
- Erebia euryale (Esper, 1805)
- Erebia eriphyle (Freyer, 1836)
- Erebia manto (Denis & Schiffermüller, 1775)
- Erebia claudina (Borkhausen, 1789)
- Erebia flavofasciata (Heyne, 1895)
- Erebia epiphron (Knoch, 1783)
- Erebia christi (Rätzer, 1890)
- Erebia pharte (Hübner, 1804)
- Erebia melampus (Fuessly, 1775)
- Erebia sudetica (Staudinger, 1861)
- Erebia aethiops (Esper, 1777)
- Erebia triaria (Prunner, 1798)
- Erebia medusa (Denis & Schiffermüller, 1775)
- Erebia alberganus (Prunner, 1798)
- Erebia pluto (Prunner, 1798)
- Erebia gorge (Hübner, 1804)
- Erebia mnestra (Hübner, 1804)
- Erebia tyndarus (Esper, 1781)
- Erebia nivalis (Lorkovic & Lesse), 1954 CH, A
- Erebia cassioides (Reiner & Hochenwarth, 1792) CH, A
- Erebia pronoe (Esper, 1780)
- Erebia stirius (Godart, 1824) A
- Erebia styx (Freyer, 1834)
- Erebia montana (Prunner, 1798) CH, A
- Erebia oeme (Hübner, 1804)
- Erebia meolans (Prunner, 1798)
- Erebia pandrose (Borkhausen, 1788)

#### TriboMelanargiini
- Melanargia galathea (Linnaeus, 1758)

#### TriboSatyrini
- Satyrus ferula (Fabricius, 1793) CH, A
- Minois dryas (Scopoli, 1763)
- Hipparchia fagi (Scopoli, 1763)
- Hipparchia alcyone (Denis & Schiffermüller, 1775)
- Hipparchia genava (Fruhstorfer, 1908) CH
- Hipparchia semele (Linnaeus, 1758)
- Hipparchia statilinus (Hufnagel, 1766)
- Arethusana arethusa (Denis & Schiffermüller, 1775)
- Brintesia circe (Fabricius, 1775)
- Chazara briseis (Linnaeus, 1764)
- Oeneis glacialis (Moll, 1783)

### SubfamíliaCharaxinae

#### TriboCharaxini
- Charaxes jasius (Linnaeus, 1766)

### SubfamíliaDanainae

#### TriboDanaini
- Idea leuconoe (Erichson, 1834)
- Danaus plexippus (Linnaeus, 1758)
- Euploea core (Cramer, 1780)
- Tirumala limniace (Cramer, 1775)

#### TriboIthomiini
- Greta nero

### SubfamíliaSatyrinae

#### TriboBrassolini
- Caligo eurilochus (Cramer, 1775)

#### TriboMorphini
- Morpho peleides (Kollar, 1850)
- Morpho rhetenor (Cramer,1775)

#### TriboSatyrini
- Pararge xiphioides (Staudinger, 1871)

### SubfamíliaHeliconiinae

#### TriboHeliconiini
- Heliconius charithonia (Linnaeus, 1767)

- Heliconius erato
- Dione vanillae (Linnaeus, 1758)

#### TriboAcraeini
- Cethosia cydippe
- Actinote melampeplos

### SubfamíliaNymphalinae

#### TriboJunoniini
- Hypolimnas bolina (Linnaeus, 1758)

#### TriboNymphalini
- Vanessa indica (Herbst, 1794)
- Vanessa vulcania (Godart, 1819)

#### TriboVictorini
- Anartia amathea

## Importância ecológica
As borboletas são insetos encantadores por sua beleza e serenidade. Mas, sua importância vai muito além disso, uma vez que apresentam um papel fundamental na polinização de vegetais, participam das mais variadas cadeias tróficas, são bioindicadoras da qualidade ambiental, se destacando ainda como uma importante fonte história, pois conforme Freitas (2010), as borboletas da família Nymphalidae já existiam há 90 milhões de anos.
Furlanetti (2010) ressalta que as borboletas frugívoras são bioindicadoras importantes por demonstrarem uma associação estreita com a abundância de plantas hospedeiras, microclima e padrões de disponibilidade de recursos, ou seja, quanto maior a abundância e diversidade de borboletas em um determinado local, mais bem preservado é este.